# Municipio de Elmwood (condado de Tuscola)
El municipio de Elmwood (en inglés: Elmwood Township) es un municipio ubicado en el condado de Tuscola en el estado estadounidense de Míchigan. En el año 2010 tenía una población de 1207 habitantes y una densidad poblacional de 13,11 personas por km².

## Geografía
El municipio de Elmwood se encuentra ubicado en las coordenadas 43°38′2″N 83°16′0″O / 43.63389, -83.26667. Según la Oficina del Censo de los Estados Unidos, el municipio tiene una superficie total de 92.08 km², de la cual 91,68 km² corresponden a tierra firme y (0,44 %) 0,4 km² es agua.

## Demografía
Según el censo de 2010, había 1207 personas residiendo en el municipio de Elmwood. La densidad de población era de 13,11 hab./km². De los 1207 habitantes, el municipio de Elmwood estaba compuesto por el 95,77 % blancos, el 0,5 % eran afroamericanos, el 0,33 % eran amerindios, el 0,17 % eran asiáticos, el 1,99 % eran de otras razas y el 1,24 % eran de una mezcla de razas. Del total de la población el 4,97 % eran hispanos o latinos de cualquier raza.